# Пассаде
Пассаде (нем. Passade) — община в Германии, в земле Шлезвиг-Гольштейн.
Входит в состав района Плён. Подчиняется управлению Пробстай. Население составляет 326 человек (на 31 декабря 2010 года). Занимает площадь 4,32 км².